# Podgórze (Katarzyn)
Podgórze – nieistniejąca obecnie część wsi Katarzyn w Polsce, położona w województwie lubelskim, w powiecie lubartowskim, w gminie Michów, w sołectwie Katarzyn część II.
Nazwa z nadanym identyfikatorem SIMC występuje w zestawieniach archiwalnych TERYT z 1999 roku.
Miejscowość oficjalnie została wykreślona w spisach urzędowych z nr SIMC w systemie TERYT. Statut dla tego obiektu geograficznego to ówczesna część wsi (do wioski Katarzyn - a dokładniej jej części wydzielonej tj. Katarzyn II).
W latach 1975–1998 miejscowość administracyjnie należała do województwa lubelskiego.